# 루마니아 공주 이리나
루마니아 공주 이리나(Princess Irina of Romania, 1953년 2월 28일 ~ )는 루마니아의 미하이 1세 왕과 루마니아의 안의 셋째 딸이다.